# Oxythyrea noemi
Oxythyrea noemi – gatunek chrząszcza z rodziny poświętnikowatych i podrodziny kruszczycowatych. Zamieszkuje Azję Zachodnią.

## Taksonomia
Gatunek ten opisali po raz pierwszy w 1856 roku Louis Jérôme Reiche i Félicien Henry Caignart de Saulcy.

## Morfologia
Chrząszcz o owalnym w zarysie ciele, ubarwionym czarno z białym nakrapianiem. Na przedpleczu typowo występują na środku dwa podłużne szeregi białych plamek liczące po trzy sztuki, a na brzegach bocznych białe przepaski podłużne, czasem jednak plamkowanie jest zredukowane a przepaski skrócone lub zanikłe. Odnóża tylnej pary mają golenie o zewnętrznej krawędzi wyciągniętej w trzy ząbki, z których środkowy jest bardziej tępy niż pozostałe. Odwłok samca pozbawiony jest białych plam pośrodku sternitów. Genitalia samca mają edeagus zbudowany podobnie jak u O. cinctella, jednak o wierzchołkach paramer silnie zakrzywionych.
Pędrak trzeciego stadium osiąga od 16 do 21 mm długości ciała. Półkolista, grzbietowo spłaszczona głowa ma barwę żółtawą do żółtawobrązowej i pozbawiona jest mikrorzeźby. Nadgębie ma tęgie, stożkowate szczecinki na zygum, od czterech do siedmiu jajowatych szczecinek na każdym akantoparium, a chetoparia mają od 54 do 70 szczecinek po stronie prawej i od 43 do 53 po stronie lewej. Żuwaczki są niesymetryczne; lewa ma wierzchołkowy z ząbków tnących sierpowaty i około trzykrotnie większy od przedwierzchołkowego. Pole strydulacyjne żuwaczki zawiera od 20 do 25 poprzecznych listewek. Języczek ma na części bliższej szereg od 9 do 11 wyrostków zmysłowych dzwonkowatych i tęgich szczecinek lancetowatych. Odnóża mają długie, wydatne szczecinki włosowate lub tęgie szczecinki kolcowate. Odwłok ma wierzch ostatniego segmentu z wieńcem gęstych i długich szczecinek otaczającym pólko krótkich szczecinek łuskowatych. Raster ma od 18 do 26 pali rozmieszczonych w podkowiastym szeregu oraz szeroko-jajowatą, prawie tak szeroką jak długą septulę.

## Ekologia i występowanie

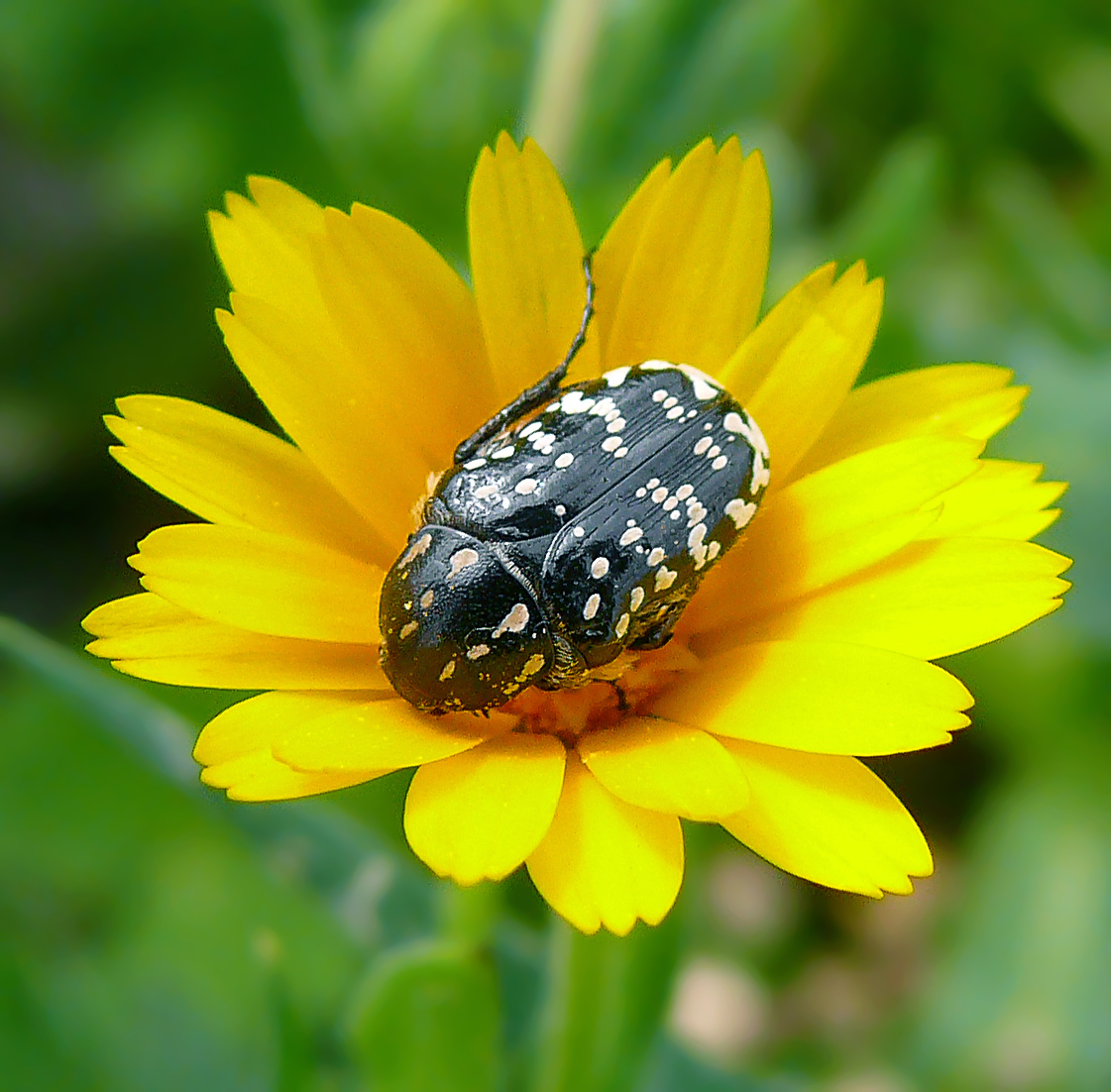
Imago na kwiecie

Owad ten zasiedla łąki, skraje lasów, tereny ruderalne, pola uprawne i ogrody, także w miastach. Rozmieszczony jest od wybrzeży po rzędne powyżej 1000 m n.p.m. Szczyt pojawu osobników dorosłych ma miejsce od lutego do maja, ale latają one jeszcze późnym latem. Najaktywniejsze są w najcieplejszej porze dnia. Żerują na rozmaitych kwiatach, często wspólnie z kosmatkiem pospolitym, kwietnicą różówką czy Protaetia afflicta. Podziemne larwy odżywiają się przypuszczalnie korzeniami roślin, rozkładającym się drewnem, ściółką i kępami starych traw.
Gatunek palearktyczny, zachodnioazjatycki, znany z Cypru, Turcji, Syrii, Jordanii i Izraela.